# タゴール国際大学

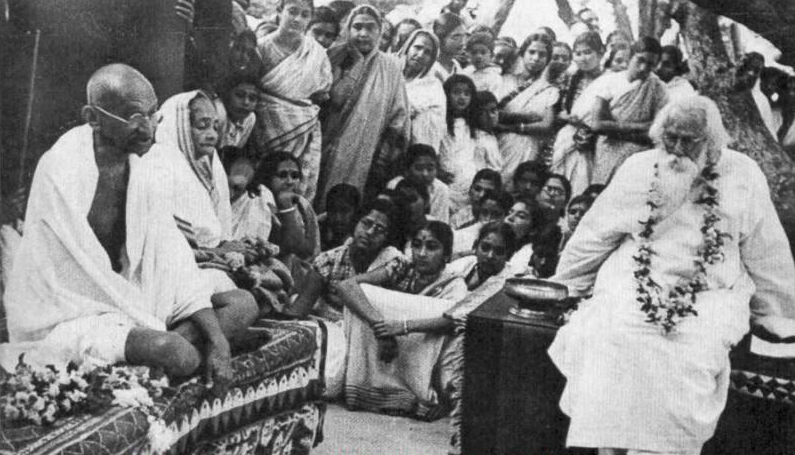
私学時代の1940年(独立以前英国領インド時代)に訪問したマハトマ・ガンディー(左)とダゴール(右)と学生たち。

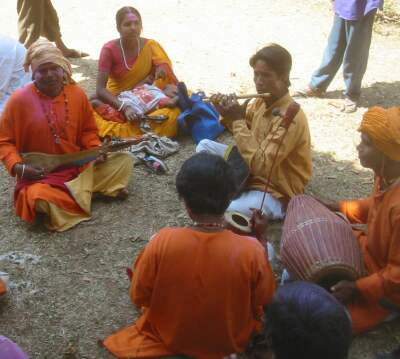
大学に招かれたバウルたちの演奏(2004年)

タゴール国際大学（タゴールこくさいだいがく、ベンガル語: বিশ্বভারতী বিশ্ববিদ্যালয়、英語: Visva-Bharati University）は、インド西ベンガル州のサンティニケタン(Santiniketan)にある国立大学。1913年にノーベル文学賞を受賞したラビンドラナート・タゴールにより、その受賞資金を元に設立、当初は私学として出発した。ヴィシュヴァ・バーラティ大学、ビスバ・バラティ大学、ビッショバロティ大学とも呼ばれる。

## 概要
タゴール国際大学は、ラビンドラナート・タゴールによって設立された学校で、当初は私学だった。タゴールの死後、彼の盟友でもあったマハトマ・ガンディーらの語らいかけが実を結び、ガンジーの死後である1951年に大学に昇格した。当初は青空の元で伸び伸びと教える教室が良いとの考えから、青空教室だった。タゴールは、西洋へ偏重した学校ではなくアジアに立脚点を置いた学校を理想とし、そのため日本言語文化研究所や中国言語文化研究所なども設置された。積極的にアジアと交わったタゴールは、日本の岡倉天心とも交友があり、岡倉は弟子の横山大観らを引き連れて訪問していたという。その縁で日本との交流は細々と続いており、1961年には当時京都市立美術大学助教授だった秋野不矩が客員教授として赴任している。タゴール国際大学について、秋野は「タゴールは、教育というのは鞭などを使って子どもを強制しておしえるものではなく、青天井の下、大自然のなかで隠者の説法を聞くように学ぶのを理想と考えていた。そして自分の子供が学齢期に達したとき、その息子と知人の子弟七人を集めて、この地に寺子屋式の教育を始めた。千九〇一年の事である」と記している。
なお、国立大学に昇格した後に大学学長はインド政府首相が兼任するのが慣例となった。タゴールは、私学時代にクシティモハン・センを招いて校長にすえた（後大学副学長）。
日本科が存在しており、1987年時点での日本科学長は山下幸一

## バウルとの関係
タゴールが、バウルの歌に触れそれに感動して書いた詩が、ノーベル文学賞受賞につながった。その関係で、大学は常々バウルを招いており、年一回のメラ(見本市、祭り)にバウルたちを招待していた。シュナトン・ダシュ・バウル(Sanatan Das Baul)はその一人である。秋野不矩も1961年(昭和36年)頃に同大学でバウルと邂逅しており、彫刻のビスカ教授がバウルを招待しておりビスカ教授がバウルに歌を習っていた様子を記載している。秋野は「私はダスの歌をカセットテープに取って帰った、。時々インドの絵を描きながらそれを聞いている。」と自著の『画文集　バウルの歌』で述べている。この際のビスカ教授が招待したバウルは「デペンドラナート・ダス」。。また、バウルの調査に赴いた村瀬智は、同大学の手厚い支援を受け、また、同大学職員からベンガル語を学んだという。